# 29.ª División de Infantería (Estados Unidos)
La 29.ª División de Infantería de los Estados Unidos (US 29th Infantry Division en inglés) es una División del arma de Infantería, poseedora de unas notables tradición y antigüedad. Creada oficialmente por el Ejército de los Estados Unidos en diciembre de 1917, esta emblemática unidad militar tuvo destacadas participaciones en diversos conflictos bélicos, entre los que cabe destacar el desembarco en Normandía el 6 de junio de 1944, junto a la 1.ª y la 2.ª División de Infantería estadounidenses, así como el 2.º y 5.º batallón de Rangers estadounidenses.
Tras la Gran Guerra la unidad quedó absorbida por la (Guardia Nacional de los Estados Unidos), y de hecho la «29.ª División de Infantería» ha tenido una historia especialmente agitada, ya que la unidad remonta su existencia hasta los mismos orígenes del país, como veremos a continuación.
La historia de la 29.ª División de Infantería, efectivamente, se remonta al siglo XVIII (al año 1758 para ser exactos), época en que los regimientos que la componen fueron por vez primera reclutados separadamente en los estados de Maryland y Virginia.

## Regimientos de Virginia

### En los orígenes de los Estados Unidos
En la 29.ª División confluyen los historiales de dos regimientos de origen virginiano, concretamente del 1.er Regimiento de Virginia y del 2.º Regimiento de Virginia.
En 1758 se creó el 1.er Regimiento de Virginia, a cuyo frente se encontraba el futuro presidente de los Estados Unidos, el entonces general George Washington. Dos años después, en 1760 se creó un segundo regimiento en Virginia, el denominado 2.º Regimiento de Virginia. Ambos regimientos participaron conjuntamente en diversas luchas contra los franceses asentados en el Quebec y contra los indios americanos.
Tras ser objeto de una reorganización en 1775, el 1.er Regimiento pasó a estar bajo el mando del coronel Patrick Henry. Es el momento en que se declara la Guerra de Independencia contra la potencia colonial, Inglaterra (desde el 16 de diciembre de 1773). Ambos regimientos tuvieron destacada participación en la batalla de Great Bridge, batalla que trajo consigo la expulsión definitiva de las tropas británicas del estado de Virginia.

### La Guerra de Secesión
Poco más de cien años después, estalla la guerra civil estadounidense (más conocida como la Guerra de Secesión), que tendrá un amplio impacto en la Historia estadounidense. Tanto el 1st como el 2nd Virginia Regiments quedarán en el campo de los «confederados» (Estados Confederados de América). Uno de ellos pasará a ser el primer Regimiento de la Kemper's Brigade, mientras que el otro será transferido a la Stonewall Brigade, que será uno de los tres regimientos al mando del brigadier general Thomas Jonathan Stonewall Jackson (Murodepiedra Jackson), participando en la Segunda batalla de Bull Run encuadrado en el Ejército confederado.
Una vez finalizada la Guerra de Secesión, en 1865, el 1st Virginia Regiment cambia de nombre, pasando a ser entonces el 176th Infantry Regiment (176.º Regimiento de Infantería), mientras que el 2nd Virginia Regiment pasó a ser el 116th Infantry Regiment (o 116.º Regimiento de Infantería).
No obstante, tan sólo el 116.º Regimiento de Infantería será integrado en el seno de la 29.ª División de Infantería durante la Primera Guerra Mundial.
Cuando la División fue organizada (y hasta 1941), una de las dos brigadas de la 29.ª División estaba constituida por los dos regimientos procedentes de Virginia, dos regimientos pues de origen confederado. La composition será pues la siguiente: 88th Infantry Brigade + 176th Infantry Regiment + 116th Infantry Regiment.

## Regimientos de Maryland

### En los orígenes de los Estados Unidos
También confluyen en el historial de la 29.ª División los de otros dos regimientos procedentes del estado de Maryland.
Desde el mismo inicio de la Guerra de Independencia, las unidades de la milicia fronteriza del estado de Maryland participaron en diversas acciones contra las unidades militares inglesas. En una de dichas acciones, en el mes de agosto de 1775, dos compañías de la Milicia partieron de la ciudad de Frederick (en el estado de Maryland) con destino a la ciudad de Boston (en el estado de Massachusetts), empleando para ello veintiún días de marcha. Las dos compañías en cuestión pasaron posteriormente a ser el 115th Infantry Regiment (115.º Regimiento de Infantería).
Desde los inicios de la Guerra de Independencia contra los británicos, un prominente ciudadano de Baltimore, Mordeçài Gist, se puso al frente de un destacamento formado por cincuenta y ocho hombres reclutados en la ciudad el 3 de diciembre de 1774. Será así la primera unidad militar en vestir el uniforme del estado de Maryland. Por lo demás, esta unidad formará parte de las tropas de Maryland aportadas al general George Washington (lo que se produce a raíz de una decisión adoptada por la Asamblea de Maryland el 1 de enero de 1776). Este regimiento adopta entonces el nombre de su comandante, el coronel William Smallwood, participando en diversas batallas a lo largo de la guerra.
En diciembre de 1776, cuando se produjo la reorganización del Ejército estadounidense, el regimiento pasa a ser absorbido por el 5th Maryland Infantry Regiment (5.º Regimiento de Infantería de Maryland), apodado el Dandy Fifth.
El Regimiento tomará parte igualmente en la Guerra anglo-estadounidense de 1812, y posteriormente en la guerra civil estadounidense, en 1861.

### La Guerra de Secesión
Al inicio de la Guerra de Secesión, se produce un acontecimiento inesperado en las unidades originarias de Maryland. Dos regimientos de Maryland, antaño hermanos de armas, toman entonces la decisión de convertirse en enemigos enfrentados con las armas en la mano. El 1st Maryland decidió mantenerse fiel a los Estados Unidos, pasando a integrarse en el Ejército del Potomac, uno de los grandes ejércitos que formaron parte del Ejército de la Unión. Mientras que, por el contrario, numerosos miembros del 5th Maryland decidieron unirse a los ejércitos de la Confederación.
El 1st Maryland es la unidad que, acabada la Guerra de Secesión, se encuentra en el origen del 115th Infantry Regiment, y el 5th Maryland, por su parte, es el origen del 175th Infantry Regiment. El primero de dichos regimientos participó en la Primera Guerra Mundial encuadrado en la 29.ª División de Infantería.
En 1941 se constituye la segunda Brigada que formaría parte de la 29.ª División. Se trataba de la 58th Infantry Brigade, que estaba formada por el 175th Regiment y por el 115th Regiment, ambos originarios de Maryland y descendientes de unidades enfrentadas en la Guerra de Secesión.

## Origen del emblema de la unidad
El emblema de hombro, de color azul y gris, que portan en sus hombros todos los miembros de la unidad remonta su origen hasta la Guerra de Secesión.
Se trata de una referencia a la lucha entre las tropas de ambos bandos (correspondiendo el gris a las fuerzas de la Confederación y el azul a las unidades de la Unión) en dicho conflicto, refiriéndose a los orígenes en las unidades de ambos bandos de la 29.ª División.
Ambos colores, gris y azul, aparecen en un yin y yang coreano, que actualmente es así el símbolo divisionario.

## Lema de la División
El lema de la División, 29 Let's Go fue de hecho inventado por el mayor general Charles H. Gerhardt, inspirándose en un discurso del entonces general Dwight Eisenhower, que se dirigía a las tropas enardeciéndolas cara al desembarco en Normandía, en junio de 1944.

## La Primera Guerra Mundial
Durante la Primera Guerra Mundial, únicamente los 115th Infantry Regiment y 116th Infantry Regiment participaron en el conflicto integrados en el seno de la 29.ª División de Infantería. La División fue formada en 1917 en el campo Mac Clellan en los Estados Unidos, reagrupándose a los citados regimientos en la 58th Infantry Brigade.
Tras su traslado a territorio francés, la División sube al frente, asignándosele un sector relativamente tranquilo, la zona de Belfort. El 22 de septiembre de 1918, la Brigada fue enviada más al noroeste, para tomar parte en las ofensivas hacia el río Mosa y el Argonne (Ofensiva del Mosa-Argonne). El 8 de octubre, pues, la unidad inició una estancia de tres semanas de combates en las trincheras del frente, sufriendo 4781 muertos.
Diez días más tarde, cuando la 29.ª División fue transferida al sector de Metz, se produjo la firma del armisticio y el consiguiente fin de la guerra.

## Período de entreguerras
Tras la finalización de la Primera Guerra Mundial, la 29th Infantry Division pasa a ser una unidad de la Guardia Nacional de los Estados Unidos.
En ese momento, la 57th Infantry Brigade (57.ª Brigada de Infantería) es separada de la División. La 29.ª División de Infantería pasa a ser entonces una unidad mucho más homogénea en su composición, al quedar compuesta por la 58.ª Brigada de Infantería (formada por dos regimientos oriundos de Maryland), que se une de este modo a la 88.ª Brigada de Infantería compuesta por su parte por dos regimientos procedentes de Virginia, siendo la unidad que reemplazaba a la 57.ª Brigada. Es decir, la 29.ª División de Infantería se ha reencontrado con sus raíces.
A partir de este momento, la unidad es pues una División de la Guardia Nacional, formada por reservistas que reciben un adiestramiento semanal.

## La Segunda Guerra Mundial
En septiembre de 1939, estalla en Europa una vez más la guerra, ahora la Segunda Guerra Mundial. El 3 de febrero de 1941, una decisión del Congreso de los Estados Unidos instituye el servicio nacional con carácter general, incluyendo a reservistas y a la Guardia Nacional. La 29th Infantry Division es pues reactivada, pasando a situación de «servicio activo». Todos los miembros de la Guardia Nacional de Virginia, Maryland y Distrito de Columbia pasar a ocupar los barracones de los acuartelamientos de la División.
El 13 de febrero de 1941, el mayor general Milton A. Reckford asume oficialmente el mando de la 29.ª División de Infantería, cuyo cuartel general se encuentra ubicado en Fort Meade, en el estado de Maryland. En ese momento formaban parte de la unidad 7583 hombres, entre los cuales se hallaban 656 oficiales.
La unidad padecía por aquel entonces todavía deficiencias organizativas: algunos de los barracones no habían sido acabados de construir, y los soldados estaban amontonados y mal provistos de equipamiento militar (algunos de ellos estaban todavía dotados con cascos del tipo soup-plate o plato de sopa que habían sido utilizados en la Primera Guerra Mundial). Por lo demás, la División era aún del tipo «cuadrado» (square division), es decir, se encontraba formada por cuatro regimientos de infantería, agrupados en dos brigadas.
Para completar la plantilla orgánica de la unidad y completar los efectivos humanos asignados, la División recibió el 15 de abril de 1941 aproximadamente a diez mil nuevos reclutas, en la base de Fort Meade, que fueron sometidos a un período de entrenamiento militar de trece semanas.
Las primeras maniobras militares a nivel divisionario dieron comienzo el día 13 de septiembre de 1941. La División se trasladó entonces a los terrenos de A.P. Hill en Carolina del Norte, para desplazarse el 27 de septiembre hasta Fort Bragg.
El 20 de octubre tuvieron lugar unas maniobras conjuntas, en las que tomaron parte varias divisiones, entre las cuales cabe destacar a la 1.ª División de Infantería (ambas divisiones volverían a encontrarse, combatiendo codo con codo, el Día D en las playas de Normandía, concretamente en Omaha Beach).
El día 7 de diciembre de 1941, Japón atacó la base aeronaval de Pearl Harbor, en las islas Hawái. Al día siguiente, el 8 de diciembre, los Estados Unidos declararon la guerra al Japón. El Tío Sam estaba en ese momento metido en el conflicto que desde hacía dos años desgarraba el mundo, formando parte de los Aliados.

### La 29.ª División de Infantería se prepara para la guerra
Con el estallido de la guerra, la 29.ª División queda afectada a la defensa de la costa este de los Estados Unidos, más exactamente en la bahía de Chesapeake, en Carolina del Norte, para hacer frente a la eventual amenaza de un desembarco de las tropas alemanas. La 29.ª rechazó un desembarco anfibio efectuado por la 1.ª División de Infantería durante unos ejercicios militares que se celebraron en el cabo Henry, no lejos de Virginia Beach. Estos ejercicios fueron en realidad un preludio para la situación que más tarde se produjo en Omaha Beach (aunque con la sutil diferencia de que en esa última fecha, la 29.ª División tenía asignado el papel de atacante y no el de defensor).
En enero de 1942, la División fue «triangularizada», siguiendo la evolución general de las divisiones del Ejército de los Estados Unidos por esa época. En consecuencia, la unidad perdió al 176.º Regimiento de Infantería, lo que quedó compensado por el aflujo de un nuevo contingente de reclutas llegados poco después a Fort Meade. La División volvió de nuevo a efectuar maniobras militares en Carolina del Noste, y posteriormente en Florida.
El 6 de septiembre de 1942, el mayor general L. T. Gerow señaló a su División que debía estar preparada para un posible viaje a ultramar. Los emblemas de la unidad se descosieron de los uniformes, a la vez que fueron borrados de los vehículos de la División, y el destino de la 29.ª se mantuvo en secreto hasta el último momento. La División dio inicio a su periplo siendo trasladada al campamento Kilmer, en el estado de Nueva Jersey. El 26 de septiembre de 1942, tras haber llegado a Jersey City, un tercio de la 29th Infantry Division fue embarcado en el Queen Mary, siendo seguido por el Queen Elizabeth el 5 de octubre, embarcando en este último buque el resto de la División. El destino de la unidad era el continente europeo.
El Queen Mary arribó a Greenock, en Escocia, el 3 de octubre siguiente. Desde ese momento, los hombres de la 29.ª División ya eran conscientes de que se encontraban metidos de lleno en la guerra (durante su travesía del océano Atlántico, habían sido testigos de un torpedeamiento de los submarinos alemanes, que había costado la vida a 332 marineros británicos). El Queen Elizabeth, a su vez, llegó al puerto de destino el 11 de octubre. No obstante, la estancia de la unidad en Escocia sería breve, puesto que fueron poco después transferidos al sur de Inglaterra.
La División, por esas fechas, era la segunda unidad militar estadounidense que se desplegaba en territorio metropolitano británico, sirviendo de este modo para reforzar la sensación de seguridad de la sociedad británica.
Tras su llegada a Inglaterra, la 29.ª División se reencontró una vez más teniendo como vecina a la 1.ª División de Infantería, que por su parte estaba a punto de culminar los preparativos preliminares para ser enviada al Teatro de Operaciones de África del norte. La Blue & Gray division dio inicio a un período intenso de entrenamientos, con la vista puesta en un futuro desembarco en algún punto de las costas de Francia. Los entrenamientos son muy duros. Cada semana, por ejemplo, tiene lugar una marcha de 4.º kilómetros de distancia, que posteriormente aumentan hasta los 64 kilómetros, lo que permite comprobar el estado de la forma física de los hombres de la División, de tal forma que los que no alcanzan el nivel requerido son transferidos a otros destinos.
El 22 de julio de 1943, el mayor general Charles H. Gerhardt fue nombrado para asumir el mando de la 29th Infantry Division, mando que ya no cambiaría a lo largo de toda la duración de la guerra. Gerhardt se hizo célebre por haber sido el inventor del lema de la División (véase más arriba el apartado correspondiente), 29 Let's Go!, pero su celebridad también era debida al hecho de haber sido extremadamente riguroso respecto de sus hombres. Fue particularmente apreciado y respetado por sus hombres, hasta el punto de que éstos acuñaron para él el apodo de Uncle Charlie (tío Charlie).

### La 29.ª llega al frente
La 29.ª División de Infantería entró en combate por vez primera durante la Segunda Guerra Mundial el día 6 de junio de 1944, con motivo del desembarco en Normandía, en las playas de Omaha Beach, en la costa normanda del canal de la Mancha. Se trataba de uno de los regimientos de la División, el 116th Infantry Regiment, que estuvo combatiendo codo con codo con los regimientos adscritos a la 1.ª División de Infantería y a la 2.ª División de Infantería.
Afrontando el fuego enemigo, procedente de unas unidades de la Wehrmacht bien entrenadas y aguerridas y que, además, han quedado prácticamente intactas a pesar de los fuertes bombardeos que habían precedido al desembarco, los GI's lograron asentar una cabeza de puente y tomar bajo su control la ciudad de Isigny el día 9 de junio (es decir, tres días después del desembarco). La División avanzó inmediatamente en dirección a Saint-Lô, ciudad que fue ocupada por los Aliados el 18 de julio. Tuvo lugar entonces el combate por la ciudad de Vire, que fue encarnizadamente defendida por las tropas alemanas. Finalmente, a la 29.ª División se le asigna el avance hacia la ciudad bretona de Brest, participando en el asalto a dicha ciudad entre los días 25 de agosto y 18 de septiembre.
Después de un merecido reposo, la División queda desplegada en posiciones defensivas, especialmente en Teveren-Geilenkirchen, ya en Alemania, a la que mientras tanto ya han llegado las tropas aliadas.
El 16 de noviembre, la 29.ª División de Infantería fue enviada a la zona del Ruhr, quedando allí desplegada para la defensa del sector entre el 8 de diciembre de 1944 y el 23 de febrero de 1945. En marzo, la División se mantuvo inactiva, para reponerse y recuperar fuerzas.
En abril, el 116.º Regimiento de Infantería participó en la conquista de la zona del Ruhr, para posteriormente avanzar hacia el río Elba. Al mismo tiempo, el 175.º Regimiento de Infantería se ocupó de avanzar por el bosque de Kloetze.
Tras la capitulación alemana y el llamado Día de la Victoria en Europa (Victory in Europe o V-E Day), la División quedó en espera en la ciudad alemana de Bremen.

### Adscripciones de la División en el teatro europeo
- 22 de octubre de 1943: V Cuerpo de Ejército del 1.º Ejército.
- 14 de junio de 1944: XIX Cuerpo de Ejército.
- 1 de agosto de 1944: XIX Cuerpo de Ejército, 1.º Ejército, 12.º Grupo de Ejércitos.
- 12 de agosto de 1944: V Cuerpo de Ejército.
- 19 de agosto de 1944: 1.º Ejército, 12.º Grupo de Ejércitos, pero cedida al VIII Cuerpo de Ejército, 3.º Ejército, 12.º Grupo de Ejércitos.
- 5 de septiembre de 1944: VIII Cuerpo de Ejército, 9.º Ejército, 12.º Grupo de Ejércitos.
- 21 de septiembre de 1944: XIX Cuerpo de Ejército, 1.º Ejército, 12.º Grupo de Ejércitos.
- 22 de octubre de 1944: XIX Cuerpo de Ejército, 9.º Ejército, 12.º Grupo de Ejércitos.
- 20 de diciembre de 1944: XIX Cuerpo de Ejército, 9.º Ejército, 12.º Grupo de Ejércitos (aunque el 9.º ejército actúa cedido al 21.er Grupo de Ejércitos británico).
- 23 de diciembre de 1944: XIII Cuerpo de Ejército.
- 4 de febrero de 1945: XIX Cuerpo de Ejército.
- 29 de marzo de 1945: XVI Cuerpo de Ejército.
- 4 de abril de 1945: XVI Cuerpo de Ejército, 9.º Ejército, 12.º Grupo de Ejércitos.
- 5 de abril de 1945: 9.º Ejército, 12.º Grupo de Ejércitos.
- 12 de abril de 1945: XVI Cuerpo de Ejército.
- 17 de abril de 1945: XIII Cuerpo de Ejército.
- 4 de mayo de 1945: XVI Cuerpo de Ejército.

### Balance final
Como balance final de la actuación de la 29.ª División de Infantería durante la Segunda Guerra Mundial, la unidad estuvo en total 242 días en primera línea en el frente europeo, habiendo participado en varias de las acciones más importantes, como el Día D, la batalla por Normandía, el cruce del Rin y otras varias acciones en Europa central.
La Diivisión recibió cuatro Distinguished Unit Citations (citaciones para una unidad que se había distinguido en un combate).
Los soldados pertenecientes a la unidad recibieron las siguientes medallas militares:
- 2 Medallas de Honor;
- 44 Cruces por Servicio Distinguido;
- 1 Medalla por Servicio Distinguido;
- 854 Estrellas de Plata;
- 17 Legiones al Mérito;
- 24 Medallas del Soldado;
- 6308 Estrellas de Bronce.

La 29.ª División de Infantería regresó a los Estados Unidos el día 4 de enero de 1946, siendo desmovilizada dos semanas más tarde.

## Comandantes de la División
- Brigadier general Charles W. Barber (del 28 de julio al 25 de agosto de 1917);
- Mayor general Charles G. Morton (del 25 de agosto al 24 de septiembre de 1917; del 6 de diciembre al 11 de diciembre de 1917; del 26 de diciembre de 1917 al 23 de marzo de 1918 y del 26 de marzo de 1918 hasta la desmovilización de la unidad);
- Brigadier general William C. Rafferty (del 24 de septiembre al 6 de diciembre de 1917; del 11 de diciembre al 26 de diciembre de 1917; del 23 de marzo al 26 de marzo de 1918);
- Mayor general Milton A. Reckord (de 1934 a enero de 1942);
- Mayor general Leonard T. Gerow (de febrero de 1942 a julio de 1943);
- Mayor general Charles H. Gerhardt (de julio de 1943 hasta la desmovilización de la unidad);
- Mayor general H. Steven Blum (de agosto de 1999 hasta agosto de 2002);
- Mayor general Daniel E. Long, Jr. (de agosto de 2002 hasta noviembre de 2004);
- Mayor general Arthur H. Wyman (de noviembre de 2004).

## Organigrama (final) de la División
La 29.ª División de Infantería ejerce el entrenamiento y la supervisión de la preparación de las siguientes unidades, que no son orgánicas: hay una Sede de la División y una de los diferentes  Batallones, un Equipo de Combate de la Brigada Blindada, dos Equipos de Combate de la Brigada de Infantería, una Brigada de Aviación de Combate y una Brigada de Artillería de Campaña.

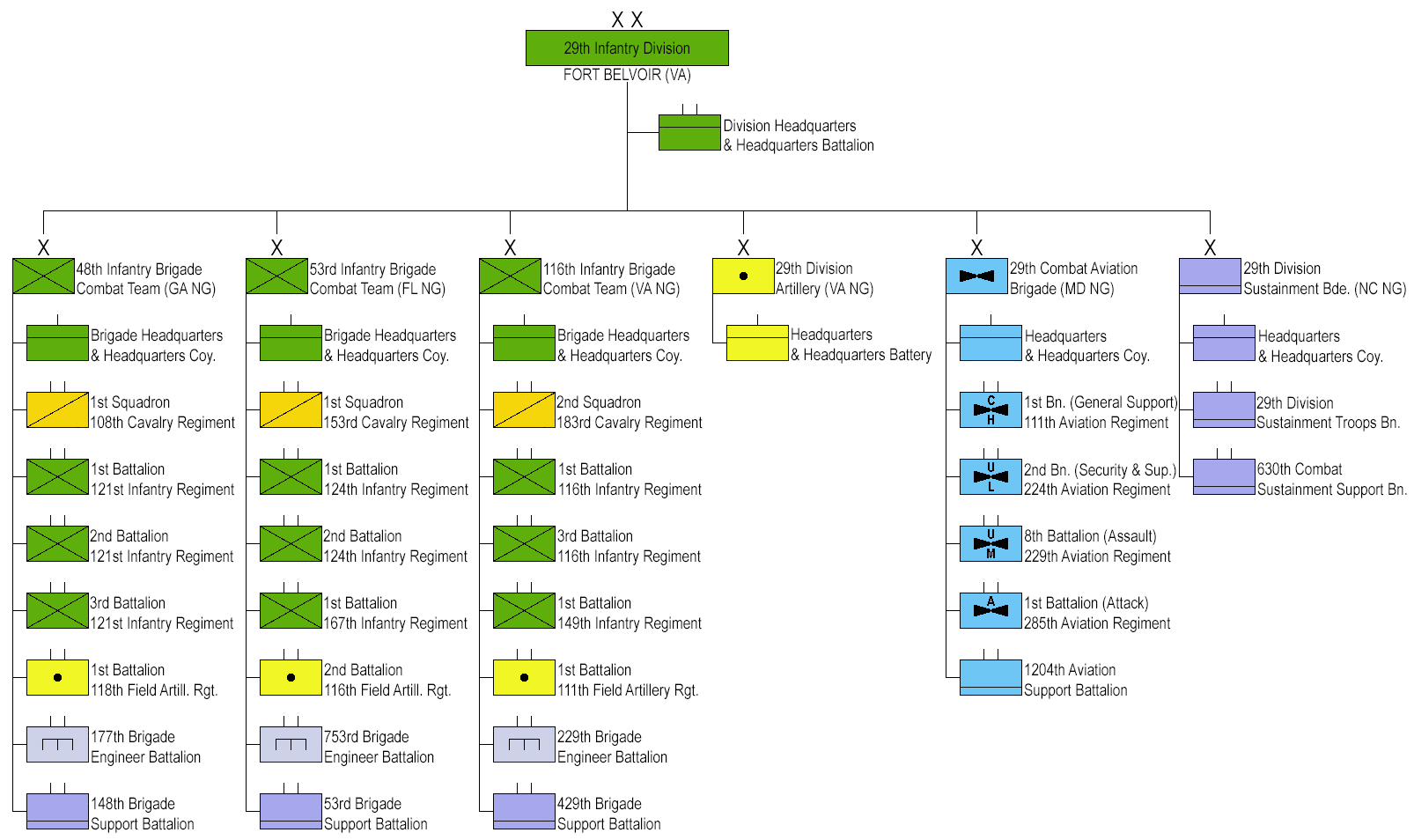
Estructura de la 29.ª División de Infantería.

Cuartel General de la 29.ª División de Infantería
- CG y Compañía de Apoyo, Fort Belvoir, Virginia (VA NG)
- Compañía A (Operaciones), Fort Belvoir, Virginia (VA NG)
- Compañía B (Inteligencia y Sostenimiento), Annapolis, Maryland (MD NG)
- Compañía C (Señales), Cheltenham, Maryland (MD NG)
- Banda de la 29.ª División de Infantería  (VA NG)

30.ª Brigada Blindada de Combate (ABCT) (NC NG)
- Cuartel General (HHC)
- 1.er Escuadrón, 150.º Regimiento de Caballería (WV NG)
- 1.er Batallón, 252nd Regimiento Blindado (NC NG)
- 4.º Batallón, 118th Regimiento de Infantería (SC NG)
- 1.er Batallón, 120th Regimiento de Infantería (NC NG)
- 1.er Batallón, 113th Regimiento de Artillería de Campaña (FAR) (NC NG)
- 236.ª Brigada del Batallón de Ingeniería (BEB)
- 230.ª Brigada del Batallón de Soporte (BSB) (NC NG)

53.ª Brigada de Infantería de Combate (IBCT) (FL NG)
- Cuartel General
- 1.er Escuadrón, 153.º Regimiento de Caballería
- 1.er Batallón, 124.º Regimiento de Infantería
- 2.º Batallón, 124.º Regimiento de Infantería
- 1.er Batallón, 167.º Regimiento de Infantería (AL NG)
- 2.º Batallón, 116.º FAR
- 753d BEB
- 53d BSB

116th IBCT (VA NG)
- Cuartel General
- 2.º Escuadrón, 183.º Regimiento de Caballería
- 1.er Batallón, 116.º Regimiento de Infantería
- 3.er Batallón, 116.º Regimiento de Infantería
- 1.er Batallón, 149.º Regimiento de Infantería (KY NG)
- 1.er Batallón, 111th FAR
- 229.º BEB
- 429.º BSB

Brigada de Aviación de Combate, 29.ª División de Infantería (CAB) (MD NG)
- 1.er Batallón, 285th Regimiento de Aviación (AZ NG)
- 2.º Batallón, 224th Regimiento de Aviación (VA NG)
- 8.º Batallón, 229th Regimiento de Aviación (USAR)
- 1.er Batallón, 111th Regimiento de Aviación (FL NG)
- 1204th Batallón de Aviación de Apoyo (ASB)

142d Brigada de Fuegos
- Cuartel General de la Batería (HHB): Fayetteville, Arkansas
- 1.er Batallón, 142d FAR: Harrison, Arkansas
- 2.º Batallón, 142d FAR: Fort Smith, Arkansas
- 217.º BSB: Booneville, Arkansas
- Batería F, 142d FAR : Fayetteville
- 142d Compañía de Señales Fayetteville

## En nuestros días
La bandera de la División fue retirada en 1968 con motivo de la reorganización de la Guardia Nacional. Varios regimientos fueron entonces reorganizados como brigadas de infantería autónomas, o bien asignados a otras divisiones, especialmente a la 28.ª División de Infantería.
Con ocasión de las conmemoraciones del Día D el 6 de junio de 1984 (40 aniversario del desembarco), la 29.ª División de Infantería fue reactivada, como unidad ligera de la Guardia Nacional, quedando compuesta por el 116.º Regimiento de Infantería de Virginia, el 111.º Regimiento de Artillería de Virginia, el 115.º Regimiento de Infantería de Maryland, el 175.º Regimiento de Infantería de Maryland y el 110.º Regimiento de Artillería de Maryland.
En 1995, la 26.ª División de Infantería fue incorporada a la 29.ª División, de la que pasó a ser su 26.ª Brigada, con cuartel general en Massachusetts.
La 29.ª División de Infantería fue movilizada para intervenir en Bosnia-Herzegovina y más tarde en Kosovo, en el marco de las misiones humanitarias KFOR y SFOR, organizadas por la OTAN.
Finalmente, tras los ataques del 11 de septiembre de 2001, varios destacamentos de la unidad han participado en lo que el Gobierno de los Estados Unidos denomina la «guerra contra el terrorismo», tomando parte en las operaciones siguientes: Noble Eagle, Invasión de Irak de 2003 (Operación Libertad para Irak) y Guerra en Afganistán de 2001 (Operación Libertad Duradera).

## Honores

### Condecoraciones
| Ribbon | Premio                                                    | Year | Notes                             |
| ------ | --------------------------------------------------------- | ---- | --------------------------------- |
|        | Cruz de Guerra de Francia, II Guerra Mundial (con Palmas) | 1944 | Bordado "PLAYAS DE NORMANDIA"     |
|        | Mención Meritoria                                         | 2017 | Bordado "SUDOESTE ASIA 2016–2017" |

### Serpentinas de Campaña
| Conflicto                          | Serpentina | Campaña              | Año     |
| ---------------------------------- | ---------- | -------------------- | ------- |
| I Guerra Mundial                   |            | Alsacia              | 1918    |
| I Guerra Mundial                   |            | Meuse-Argonne        | 1918    |
| II Guerra Mundial                  |            | Normandia            | 1944    |
| II Guerra Mundial                  |            | Norte de Francia     | 1944    |
| II Guerra Mundial                  |            | Rhineland            | 1945    |
| II Guerra Mundial                  |            | Europa Central       | 1945    |
| Guerra Global contra el Terrorismo |            | Resolución Inherente | 2016–17 |